# Nemiri u Drvaru 24. travnja 1998.
Nemiri u Drvaru, bila su nasilna reakcija hrvatskog stanovništva u Drvaru 24. travnja 1998. godine. Nemiri su izbili kao reakcija na pristrano ponašanje međunarodne zajednice.

## Pozadina događaja
Međunarodnim moćnicima prijala "kroatizacija" Drvara, a nisu se protivili dekroatizaciji prijeratno većinskih hrvatskih naselja. Izvjestitelji su blatili drvarske Hrvate, ne prezajući ni da ih nazivaju mafijaškom organizacijom. Smatrali su da samo vanjska intervencija može spriječiti kroatizaciju Drvara. Za zadaću naspram Hrvata kao i nekoliko puta prije u Domovinskom ratu, određeni su kanadski vojnici. Dodijeljen im je ovaj sektor u koji su smjestili postrojbu pješaštva. Iako su bili svjesni sigurnosnog rizika, srpske vlasti u Banjoj Luci pritiskali su za povratak Srba u Drvar. Kraljevska kanadska regimenta od 120 vojnika pješaštva ojačanih s 80 vojnika iz drugih grana dodijeljena je za ovu akciju. U ophodnje su išla oklopna vozila praćena pješaštvom. Međunarodna zajednica bila je odlučna izvršiti repatrijaciju Srba ali ne i repatrijaciju bh. Hrvata smještenih u Drvaru, nego je neorganiziranjem i izostanku odlučne fizičke zaštite i financijske potpore te zbog dvostrukih mjerila prema Hrvatima djelovala da ti Hrvati nemaju motiva za povratak u BiH.
Većina izbjeglih i prognanih Hrvata smještenih u Drvar bili su iz Vareša i Kaknja.
Svibnja 1997. pristižu prve manje skupine Srba u svoje domove, međutim, to je budilo strah u Hrvata. Podmetnuti su požari u srpske domove. Kanadska ophodnja osigurala je stalan pritjek Srba u drvarski kraj.
Krajem 1997. godine počinje povratak Srba u Drvar, Glamoč i Grahovo.
Već u prvoj polovici 1998. godine  nasilno se istjeruje Hrvate iz srpskih domova.
Ured visokog predstavnika odlučio je pritiskati da se vrate prognani i izbjegli, no to je bilo samo kad se radilo o povratku nehrvata u krajeve koji su bili hrvatski "ratni dobitak".
23. veljače 1998. zamjenik zapovjednika stožera SFOR-ovih operacija sa sjedištem u Sarajevu general pukovnik Hew Pike izjavio je da međunarodna zajednica neće tolerirati "ništa manje od županije pod srpskim vodstvom, a s Drvarom kao srpskim gradom" ("International Community will not tolerate nothing less than a Serb led Canton, with Drvar a Serb town"). Nevladine organizacije također su bile odlučne to sprovesti. Do travnja 1998. u Drvaru je živjelo 6000 Hrvata i 1600 Srba. U Drvaru je tad bilo stacionirano 450 hrvatskih vojnika. Međunarodnoj zajednici postala je opsesija vratiti Srbe uz zanemarivanje Hrvata, Drvar im je bio grad za primjer, što je raspalilo nelagodu i strah u Hrvata. Nakon što je objavljeno da će biti iseljene iz Drvara obitelji vojnika 1. brigade HVO napetosti su eskalirale. 9. travnja na Uskrs se 150 Srba vratilo u kompleks stanova, koji su bili bivša vojarna brigade HVO. Useljavanje je bilo usred ceremonije i tiskovne konferencije. U međunarodnim medijima to je prikazivano kao NATO-v uspjeh. 16. travnja ubijen je stariji srpski par i zapaljena im je kuća.
17. travnja 1998. visoki međunarodni predstavnik za BiH Carlos Westendorp na tiskovnoj je konferenciji najavio uklanjanje s položaja dogradonačelnika Tokmakdžije i istakao odlučnost međunarodne zajednice za hitne akcije za zaštitu srpskih povratnika u Drvar. Zaprijetio se tvrdolinijašima. Oglasio se i UN-ov posebni izaslanik Rehn te je dao rok od 48 sati predsjedniku FBiH Ganiću i dopredsjedniku Šoljiću da uključe 15 srpskih povratnika u lokalnu policiju ili će međunarodna zajednica odrediti nadzornika za Drvar. Prozvani dogradonačelnik Tokmakdžija u pismu Westendorpu odgovorio je da akcija smjene nije tek usmjerena na dogradonačelnika, nego sa svrhom da se usadi strah među drvarske Hrvate i nametne osjećaj da su odgovorni (krivi) za sve što se dogodi u gradu.
Zamjenik visokog predstavnika Jacques Klein je na vijest o ubojstvu doletio helikopterom u Drvar i smjesta uklonio zamjenika gradonačelnika, zahtijevavši smjenu načelnika policije i županijskog ministra unutarnjih poslova. Sve te osobe bili su Hrvati. Kleinova reakcija krajnje je uznemirila Hrvate te su oni preduzeli nasilne akcije.

## Nemiri
Dana 24. travnja 1998. godine Hrvati u Drvaru, su u rušilačkim napadima popalili kancelarije UNHCR-a, OHR-a, IPTF-a, sva vozila koja su im se našla na putu i premlatili gradonačelnika Marčetu (Srbina) kao odmazdu za SFOR-ovo nasilno istjerivanje Hrvata iz njihovih stanova. Nakon ovog događaja povećan je broj paljenja i napada na Srbe povratnike. Broj popaljenih kuća iznosio je 860. Na dan nemira pristigla su vozila Hrvata iz drugih mjesta. Mjesni poslodavci pustili su radnike da mogu ići demonstrirati. Škole su zatvorile tako da su učenici mogli biti s roditeljima. Kanadski vojnici nisu bili spremni na civilne nemire, jer ih po kanadskom zakonu vojska ne smije gušiti. Nisu imali ni suzavac, ni štapove ni štitove.

## Posljedica
Hrvati iz Drvara, Glamoča i Grahova su se iseljavali u okolicu Knina i Benkovca, i razmatralo se smještanje drugdje po Hrvatskoj, poput Kalinovca kod Đurđevca, Drniša. U Golubiću kod Knina je smješten prihvatni centar za iseljene hrvatske drvarske obitelji. SFOR nije angažirao iste resurse da se ti prognani i izbjegli Hrvati vrate u svoj Vareš i Kakanj. Međunarodni predstavnici nisu izvršili isti takav pritisak ni na srpske ni bošnjačke vlasti u BiH da se vrati Hrvate otkamo su istjerani.

## Vanjske poveznice
- NATO
- Office of the High Representative (eng, boš., srp.)
- International Crisis Group: Impunity in Drvar Refworld. 20. kolovoza 1998.